# Ход Хашарон
Ход Хашарон (хебр. הוד השרון, арап. ‏هود هشارون‎) је град у Израелу у Централном округу. Према процени из 2007. у граду је живело 45.600 становника.

## Становништво
Према процени, у граду је 2007. живело 45.600 становника.
| 1983.  | 1995.  |
| ------ | ------ |
| 20.597 | 29.018 |

## Партнерски градови
- Дорстен
- Синаја
- Измир